# Гин Буа Шпата
Гин Буа Шпата (алб. Gjin Bua Shpata, 1310—1399/1400) — албанский военачальник, деспот Ангелокастрона и Лепанто (1359—1374), деспот Арты (1374—1399/1400). При Гин Буа Шпате, Артский деспотат достиг своего рассвета. В состав Артского деспотата входил весь юг Эпира и деспоту удавалось проводить успешные рейды против правителей северного Эпира.

## Биография
Гин Буа Шпата был сыном Пьетро Буа Шпаты, властителя Ангелокастрона и Дельвины. Пьетро умер в 1354 году, и Гин унаследовал его владения.
Весной 1359 года албанцы разгромили царя Эпира Никифора II Орсини вблизи реки Ахелоос. Благодаря этому они сумели создать два новых государства в южной части Эпира — Артский деспотат (во главе с Петером Лошей) и деспотат Ангелокастрон и Лепанто (во главе с Гин Буа Шпатой). Вскоре, в благодарность албанцам за их помощь в сербских походах на Фессалию и Эпир, царь Эпира и Фессалии Симеон Урош даровал правителям обоих государств титул деспота. В 1374 году Петер Лоша умер. Его государство было объединено под властью родственника Петера Лоши деспота Гин Буа Шпаты, присоединившего свои владения к Арте.
Своё правление в Арте Гин Буа Шпата начал с войны с правителем Эпира Фомой Прелюбовичем. В 1375 году Гин Буа Шпата начал атаки на Янину, но не смог взять город. Войну не остановила даже женитьба Гина Буа Шпаты на Елене — сестре Фомы II Прелюбовича. Во время военных действий Эпира и Арты, в апреле 1378 года великий магистр ордена госпитальеров, Жан Фернандес де Эредиа, также попытался захватить Арту. Однако, он потерпел неудачу и был взят в плен. За огромные деньги албанцы продали Эрендиа османам. Вскоре правитель Эпира, Фома Прелюбович, предложил Артскому деспотату союз, но и он просуществовал не долго.
Так, в 1381 году Фома II заручился союзом с турками-османами. Мусульмане выслали вспомогательный отряд в 1381 году и правитель Эпира пошел войной на Артский деспотат. В следующие три года Фома завоевал множество крепостей региона, за свою безжалостность получив прозвище «Убийца албанцев». Неизвестно чем бы кончился новый конфликт, но в 1384 году Прелюбович был убит собственной стражей.
Параллельно с конфликтом в Эпире, Гин Буа Шпата воевал ещё и с Леонардо I Токко — графом Кефалинии и Закинфа.
Воспользовавшись гибелью Фомы II Гин Шпата вновь напал на Янину, но не смог справиться с защитой, созданной новым правителем Эпира Исавом де Буондельмонти. Летом в 1389 году, когда турецкие войска были сосредоточены в Сербии, деспот Арты вновь совершил набег на окрестности Янины, но также ничего не добился и заключил с деспотом Эпира Исавом де Буондельмонти перемирие.

## Семья и дети
Сохранилась информация о следующих дочерях, брате и сыне Гин Буа Шпаты:
- Ирена (ум. 1403), в 1396 году вышла замуж за эпирского деспота Исава де Буондельмонти
- дочь (ум. 1392), которая была замужем за Гьоном Зенебиши, князем Гирокастры
- брат Сгур Шпата (ум. 1403) стал новым правителем Арты
- незаконнорожденный сын Паоло